# Диграф (языки Си)
Диграф (в семействе языков Си) (англ. digraph) — последовательность из двух или более символов, интерпретируемая компилятором как один или более символов. В отличие от триграфов, подстановка диграфов препроцессором выполняется после лексического анализа и только в том случае, если диграф является отдельной лексемой.

## История
Диграфы введены в язык C90 (ISO/IEC 9899:1990) дополнением «Amendment one». Дополнение «Amendment one» одобрено в 1994 году, принято в 1995 году и включено в стандарт C99 (ISO/IEC 9899:1999) в 1999 году.

## Таблица диграфов C
Компилятор C поддерживает следующие пять диграфов, описанных в стандарте C99.
| Диграф | Эквивалентный символ |
| ------ | -------------------- |
| <:     | [                    |
| :>     | ]                    |
| <%     | {                    |
| %>     | }                    |
| %:     | #                    |

## Таблица диграфов C++
Стандарт языка C++ называет диграфами не только последовательности из двух символов и признаёт, что такой термин некорректен.
Язык C++ поддерживает все диграфы и триграфы языка C, а также диграфы из следующей таблицы.
| Диграф | Эквивалентная последовательность |
| ------ | -------------------------------- |
| %:%:   | ##                               |
| and    | &&                               |
| bitor  | \|                               |
| or     | \|\|                             |
| xor    | ^                                |
| compl  | ~                                |
| bitand | &                                |
| and_eq | &=                               |
| or_eq  | \|=                              |
| xor_eq | ^=                               |
| not    | !                                |
| not_eq | !=                               |

Перечисленные диграфы, кроме «%:%:», доступны в языке C в виде констант #define. Константы определены в заголовочном файле «<iso646.h>», включённом в стандарт ISO C дополнением «Normative addendum 1» от 1995 года. Для сохранения совместимости с C стандарт C++ определяет пустой заголовочный файл «<ciso646>».

## Примеры
Код
```
%:
 
define
 
quote
(
 
x
 
)
 
%:
 
x

quote
(
 
x
 
)

```

после подстановки диграфов станет
```
# define quote( x ) # x

quote
(
 
x
 
)

```

а после замены макроса станет
```
"x"

```

Код
```
%:
 
define
 
S
 
"%:"

S

```

после подстановки диграфов станет
```
# define S "%:"

S

```

а после замены макроса станет
```
"%:"

```